# 12a etapa del Tour de França 2008

Perfil de la 12a etapa del Tour de França 2008

L'12a etapa del Tour de França 2008 es va córrer el dijous 17 de juliol, entre L'Avelanet i Narbona, amb un recorregut de 168,5 km.

## Perfil de l'etapa
La sortida de l'etapa tingué lloc a L'Avelanet, al departament d'Arieja dins dels Migdia-Pirineus, però al quilòmetre 9 els ciclistes entraren al d'Aude, entrant al dels Pirineus Orientals baixant del Coll del Camperié. El recorregut tornà al departament d'Aude per finalitzar a la ciutat de Narbona. La llargada de l'etapa és de 168,5 quilòmetres.
Al quilòmetre 37,5 es puja el Col du Portel, de 601 metres i sense categoria, arribant al Col du Camperié vint quilòmetres més endavant, a 514 metres d'altitud i de quarta categoria amb bonificació de tres punts al primer, dos punts al segon i un punt al tercer que assoleixi el cim. Al quilòmetre 76 hi ha el primer esprint intermedi a Sant Pau de Fenollet, arribant al quilòmetre 85,5 a l'avituallament de Maurí. El recorregut esdevé més pla, amb l'únic coll d'Extrême de 251 metres. 26 quilòmetres abans de l'arribada hi ha un altre esprint intermedi a Thezan-des-Corbieres.

## Desenvolupament de l'etapa
159 ciclistes surten des de L'Avelanet. Hi ha diferents intents de fer una escapada sense èxit fins al quilòmetre 36 on Arnaud Gérard i Samuel Dumoulin ho aconsegueixen, pujant sols el Camperié i arribant al primer esprint intermedi. Baden Cooke abandona el Tour, al caure i no recuperar-se de les contusions. L'equip Caisse d'Epargne dona més ritme al grup, disminuint la distància amb els escapats, fins que Juan José Oroz inicia un atac, arribant a atrapar els dos primers i fent augmentar la velocitat d'aquests. Milram, Columbia i Silence-Lotto encapçalen el grup progressivament sense aconseguir reduir les distàncies amb el tres primers. Arribant a Narbona diversos equips augmenten el ritme del grup, atrapant els escapats i, a l'esprint final, Mark Cavendish guanya l'etapa amb un temps de 3 hores 40 minuts i 52 segons.

## Un nou cas de dopatge
El tercer cas de dopatge, i el més sonat fins al moment, va ser el positiu per EPO de l'italià Riccardo Riccò, detectat en un control antidopatge durant la 4a etapa. De resultes d'aquest positiu tot el seu equip, Saunier Duval-Scott, abandonà la cursa.

## Esprints intermedis
- 1r esprint intermedi. Sant Pau de Fenollet (km 76)

| 1r | Arnaud Gérard   | 6 pts |
| 2n | Samuel Dumoulin | 4 pts |
| 3r | Óscar Freire    | 2 pts |

- 2n esprint intermedi. Thézan-des-Corbières (km 142,5)

| 1r | Samuel Dumoulin | 6 pts |
| 2n | Arnaud Gérard   | 4 pts |
| 3r | Juan José Oroz  | 2 pts |

## Ports de muntanya
- Coll de Camperié. 4a categoria (km 57,5)

| 1r | Samuel Dumoulin | 3 pts |
| 2n | Arnaud Gérard   | 2 pts |
| 3r | Sebastian Lang  | 1 pt  |

## Classificació de l'etapa
| Pos. | Ciclista           | Equip            | Temps      |
| ---- | ------------------ | ---------------- | ---------- |
| 1.   | Mark Cavendish     | Columbia         | 3h 40' 52" |
| 2.   | Sébastien Chavanel | FDJ              | m. t.      |
| 3.   | Gert Steegmans     | Quick Step       | m. t.      |
| 4.   | Erik Zabel         | Team Milram      | m. t.      |
| 5.   | Óscar Freire       | Rabobank ProTeam | m. t.      |
| 6.   | Francesco Chicchi  | Liquigas         | m. t.      |
| 7.   | Thor Hushovd       | Crédit Agricole  | m. t.      |
| 8.   | Leonardo Duque     | Cofidis          | m. t.      |
| 9.   | Julian Dean        | Garmin Chipotle  | m. t.      |
| 10.  | Heinrich Haussler  | Gerolsteiner     | m. t.      |

## Classificació general
| Pos. | Ciclista             | Equip             | Temps       |
| ---- | -------------------- | ----------------- | ----------- |
| 1.   | Cadel Evans          | Silence-Lotto     | 50h 23' 05" |
| 2.   | Fränk Schleck        | Team CSC          | + 1"        |
| 3.   | Christian VandeVelde | Garmin Chipotle   | + 38"       |
| 4.   | Bernhard Kohl        | Gerolsteiner      | + 46"       |
| 5.   | Denís Ménxov         | Rabobank ProTeam  | + 57"       |
| 6.   | Carlos Sastre        | Team CSC          | + 1'28"     |
| 7.   | Kim Kirchen          | Columbia          | + 1'56"     |
| 8.   | Vladímir Iefimkin    | AG2R Prévoyance   | + 2'32"     |
| 9.   | Mikel Astarloza      | Euskaltel-Euskadi | + 3'51"     |
| 10.  | Vincenzo Nibali      | Liquigas          | + 4'18"     |

## Classificacions annexes

### Classificació per punts
| Classificació per punts | Total   |
| ----------------------- | ------- |
| Óscar Freire            | 162 pts |
| Kim Kirchen             | 138 pts |
| Thor Hushovd            | 136 pts |

### Classificació de la muntanya
| Classificació de la muntanya | Total  |
| ---------------------------- | ------ |
| Sebastian Lang               | 58 pts |
| Bernhard Kohl                | 56 pts |
| Fränk Schleck                | 46 pts |

### Classificació del millor jove
| Classificació del millor jove | Total       |
| ----------------------------- | ----------- |
| Vincenzo Nibali               | 50h 27' 23" |
| Roman Kreuziger               | + 2' 42"    |
| Maxime Monfort                | + 2' 49"    |

### Classificació per equips
| Classificació per equips | Total        |
| ------------------------ | ------------ |
| CSC-Saxo Bank            | 151h 01' 25" |
| AG2R Prévoyance          | + 04' 49"    |
| Gerolsteiner             | + 15' 23"    |

### Combativitat
Arnaud Gerard (FDJ)

## Abandonaments
David de la Fuente (Saunier Duval-Scott)
 Juan José Cobo Acebo (Saunier Duval-Scott)
 Rubens Bertogliati (Saunier Duval-Scott)
 Jesús del Nero Montes (Saunier Duval-Scott)
 Josep Jufré Pou (Saunier Duval-Scott)
 Leonardo Piepoli (Saunier Duval-Scott)
 Baden Cooke (Barloworld)

## Expulsats
Riccardo Riccò (Saunier Duval-Scott), per positiu d'EPO.